# Кубарки (Смоленская область)
Кубарки — деревня в Починковском районе Смоленской области России. Входит в состав Лысовского сельского поселения. Население — 135 жителей (2007 год).
Расположена в центральной части области в 35 км к юго-востоку от Починка, в 5 км восточнее автодороги А141 Орёл — Витебск, на берегу реки Петровка. В 5 км западнее деревни расположена железнодорожная станция Терешок на линии Смоленск — Рославль.

## История
В годы Великой Отечественной войны деревня была оккупирована гитлеровскими войсками в июле 1941 года, освобождена в сентябре 1943 года.